# Box-office France 1994
Cet article traite du box-office cinéma de 1994 en France.
Cette année, 357 films sortent sur les écrans, dans la moyenne de la période.
Avec 124,4 millions de spectateurs, l'année 1994 est dans la phase de stabilité la plus basse de l'exploitation française (1988/1995 - autour de 130 millions de spectateurs).
Le Roi lion s'affirme comme le champion de l'année. Le dessin animé signe le renouveau des studios Disney au box-office après Aladdin (1992) et La Belle et la Bête (1991) les deux années précédentes. Le studio touche des cimes qu'il n'avait plus connues depuis l'âge d'or (Le Livre de la jungle (1967)) et Les Aventures de Bernard et Bianca (1977), positionné numéro un du box-office en France.
La surprise est venue d'Angleterre avec une comédie romantique sans vedette de premier rang, mais à la distribution sympathique : Quatre Mariages et un enterrement. C'est le plus gros succès sur Paris-ville.
On note également le gros succès de la Palme d'or. Avec 2,8 millions de spectateurs, Pulp Fiction est le deuxième plus gros succès populaire du festival de Cannes après Apocalypse Now (1979).

## Les films à succès

### Le Roi lion: Le champion 1994
1994 marque la sortie phénoménale du nouveau film d'animation des studios Disney, Le Roi lion.
Dès sa sortie, Le Roi lion partage le succès, puis dépasse Les Aventures de Bernard et Bianca, sorti en 1977.
Lors de sa troisième semaine d'exploitation, Le Roi lion finit au premier classement du box-office en dépassant 1 million d'entrées et reste en tête du box-office jusqu'au 3 janvier 1995. Le film a permis au studio Disney de faire un retour au premier rang du box-office français.
Avec plus de 10 millions d'entrées, Le Roi lion bat les records de fréquentation durant l'année 1994.
Ce fut le premier film d'animation des studios Disney à finir numéro un du box-office français depuis la sortie, 17 ans plus tôt, de Les Aventures de Bernard et Bianca.

### Les films français
Le film français ayant eu le plus d'entrées fut Un Indien dans la ville avec plus de 7,8 millions d'entrées.
Léon, le nouveau film de Luc Besson attire plus de 3,5 millions de spectateurs.

### Les films étrangers
Le film anglais Quatre Mariages et un enterrement a réussi à séduire le plus avec plus de 5,7 millions d'entrées.
Madame Doubtfire atteint la barre de 5 millions d'entrées et les films Forrest Gump et The Mask dépassent 3 millions d'entrées.

## Les films à plus d'un million d'entrées
| Rang | Titre                             | Pays | Réalisateur                | Entrées    |
| ---- | --------------------------------- | ---- | -------------------------- | ---------- |
| 1.   | Le Roi lion                       |      | Roger Allers / Rob Minkoff | 10 135 871 |
| 2.   | Un Indien dans la ville           |      | Hervé Palud                | 7 870 802  |
| 3.   | Quatre Mariages et un enterrement |      | Mike Newell                | 5 791 534  |
| 4.   | Madame Doubtfire                  |      | Chris Columbus             | 5 025 829  |
| 5.   | Forrest Gump                      |      | Robert Zemeckis            | 3 963 919  |
| 6.   | The Mask                          |      | Chuck Russell              | 3 890 313  |
| 7.   | Léon                              |      | Luc Besson                 | 3 546 077  |
| 8.   | Pulp Fiction                      |      | Quentin Tarantino          | 2 864 640  |
| 9.   | Philadelphia                      |      | Jonathan Demme             | 2 741 445  |
| 10.  | La Liste de Schindler             |      | Steven Spielberg           | 2 669 900  |
| 11.  | Rasta Rockett                     |      | Jon Turteltaub             | 2 523 167  |
| 12.  | Speed                             |      | Jan de Bont                | 2 403 508  |
|      | Les Aristochats (rep)             |      | Wolfgang Reitherman        | 2 225 483  |
| 13.  | La Cité de la peur                |      | Alain Berberian            | 2 216 436  |
| 14.  | La Vengeance d'une blonde         |      | Jeannot Szwarc             | 2 039 370  |
| 15.  | Grosse Fatigue                    |      | Michel Blanc               | 2 015 230  |
| 16.  | Le Flic de Beverly Hills 3        |      | John Landis                | 2 006 637  |
| 17.  | La Reine Margot                   |      | Patrice Chéreau            | 2 002 915  |
| 18.  | True Lies                         |      | James Cameron              | 1 891 086  |
| 19.  | Demolition Man                    |      | Marco Brambilla            | 1 729 811  |
| 20.  | Le Colonel Chabert                |      | Yves Angelo                | 1 694 670  |
| 21.  | Entretien avec un vampire         |      | Neil Jordan                | 1 636 853  |
| 22.  | La Fille de d'Artagnan            |      | Bertrand Tavernier         | 1 502 540  |
| 23.  | Maverick                          |      | Richard Donner             | 1 425 544  |
| 24.  | L'Expert                          |      | Luis Llosa                 | 1 375 231  |
| 25.  | Wolf                              |      | Mike Nichols               | 1 323 148  |
| 26.  | Farinelli                         |      | Gérard Corbiau             | 1 320 617  |
| 27.  | L'Affaire Pélican                 |      | Alan J. Pakula             | 1 297 062  |
| 28.  | Sauvez Willy                      |      | Simon Wincer               | 1 282 968  |
| 29.  | Sister Act 2                      |      | Bill Duke                  | 1 088 900  |
| 30.  | Piège en eaux troubles            |      | Rowdy Herrington           | 1 029 748  |
| 31.  | Casque bleu                       |      | Gérard Jugnot              | 1 015 156  |

Par pays d'origine des films (Pays producteur principal)
- États-Unis : 20 films
- France : 10 films
- Royaume-Uni : 1 film
- Total : 31 films